# کارکس بکی
کارکس بکی (انگلیسی: Carex backii) گونه‌ای از جگنیان است که برای نخستین بار در سال ۱۸۳۹، فرانسیس بوت -گیاه‌شناس آمریکایی- در کانادا و ایالات متحده یافت شد.